# Adelobolus simplex
Adelobolus simplex är en mångfotingart som beskrevs av Karl Wilhelm Verhoeff 1924. Adelobolus simplex ingår i släktet Adelobolus och familjen Rhinocricidae. Inga underarter finns listade i Catalogue of Life.